# 酵母エキス

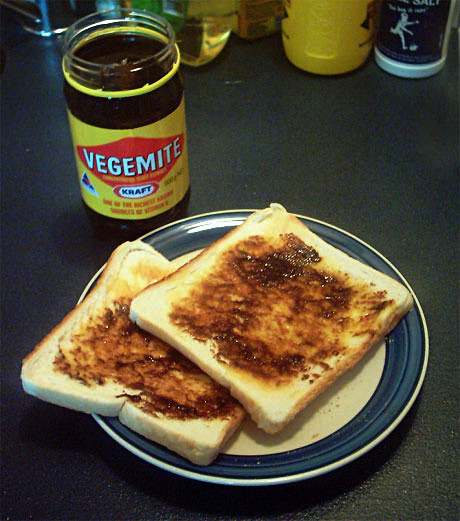
酵母エキス加工食品のベジマイト

酵母エキス（こうぼエキス、Yeast extract） とは、酵母の利用形態のひとつで菌体自体を化学的に分解抽出した成分のことである。主成分としてアミノ酸や核酸関連物質、ミネラル、ビタミン類を含み「調味料」「微生物培養の培地」「家畜飼料」「健康補助食品」などに用いられる。発酵機能や発酵産物（代謝物）を利用したパンや、アルコール飲料と並び多岐に利用されているが主に加工食品の副原料として使用されるため一般消費者が酵母エキスを単体で見る事はほとんど無い。また、原料として利用される酵母は、出芽酵母( Saccharomyces cerevisiae )だけでは無く様々な酵母が利用されている。

## 原料
様々な発酵副産物と酵母がエキス原料として利用されている。製紙産業の副産物を利用したトルラ酵母( Cyberlindnera jadinii ) 、水産食品加工工場や日本酒、ワイン、ビール工場でアルコール飲料の発酵タンクの底に沈んだ滓など原料とするならば出芽酵母( Saccharomyces cerevisiae )が原料となるが、水産物の加工工場由来の物質を原料とするならば、酵母原料にはen:Debaryomyces hanseniiの他にカンジダ( Candida albicans )、トリコスポロン属( Trichosporon ) などが含まれることもある。なお、エキスとして加工されない場合、家畜飼料の原料や他の食品残さと共にメタン発酵を経てバイオガス原料とされることもある。

### 原料の酵母
例えば出芽酵母の場合、環境中から自家採捕した野良酵母（野生酵母）ではパンやアルコール類の製造において、大量生産時に安定した発酵特性を得ることが困難なため、最終目的製品の要求品質に合わせ選抜され純粋培養された菌株が使用されている。この手法はヨーグルトなどでも普通に利用されている技術であるが、後述の評論家は培養酵母を使うこと自体を批判している。

## 製造方法
酵母エキスの製造法には、酵母菌体内に本来あるタンパク質分解酵素などを利用して菌体成分を可溶化してエキス分を得る自己消化法、微生物や植物などから得られる酵素製剤を添加して菌体成分を可溶化する酵素分解法、カツオや昆布の出汁を取る方法と同様に水を加熱して抽出する熱水抽出法、酸やアルカリにより可溶化する加水分解法や、これらを組み合わせた各種方法が知られている。
様々な製造方法があるが代表的なものは、
1. 自己消化（酵素分解法）：酵母自体が持っているプロテアーゼや核酸分解酵素あるいは微生物や植物などから得られる酵素製剤などで菌体あるいは菌体内の成分を分解する方法。酵母の自己消化物はイギリス帝国傘下のオーストラリアのベジマイトを始めとして、マーマイト、プロマイト（Promite）、Oxo、Cenovisなどの加工食品に用いられている。
2. 熱水抽出法：酵母が持つ様々なうま味成分などの有効成分を取り出すために、カツオや昆布の出汁のように、酵母を煮詰めて取り出す方法。
3. 加水分解（酸・アルカリ分解法）：酸やアルカリで分解し有効成分を得る方法。なお、塩酸を用いて抽出した場合、この工程中でクロロプロパノール類等のが副産物として生成され最終製品残留する場合がある[10][11]事から、危険性を指摘する評論家もいる[9]。得られた液体は最終用途に向け、更に分離精製、濃縮、粉末化加工される。ただし、加水分解の使用頻度は低い。

## 用途例
食品、健康補助食品、医薬品、化粧品、微生物培養培地などに利用される。現在の食品と食品添加物との分類では、酵母エキスは食品添加物ではなく、醤油や昆布エキスなどと同様に食品に分類されている。

### 農業
菌床栽培キノコの培地や野菜などの栽培に栄養剤として添加される事がある。

### 醸造添加物
酢酸醸造や酒類、醤油の醸造の際に副原料として添加される事もある。

### 加工食品
食品加工業界では、精製した化学調味料よりも高価ではあるが複雑な味が出しやすいため、カップ麺など多く加工食品に使われている。

## 評論家の指摘
美術大学出身の評論家沢木みずほは原料の酵母及び酵母エキスと使用食品に対し幾つかの指摘を行っている。
1. 本来なら廃棄処理費用がかかる廃棄物であった使用済み酵母であった[9]。
2. ビール市場では廉価な発泡酒などが増加した結果、酵母の質は低下し栄養不足傾向となっている。そのため現在は酵母エキス用に純粋培養された酵母が使われるようになった[9]。
3. 「週刊金曜日」誌上で、「今の酵母エキスの酵母は、天然の酵母菌などから取り出されたものではなく、人工的に作られた酵母から作られるものが増えている」と述べ、業界では天然酵母を使っていない事実を指摘したうえで[9]、「効率よくタンパク質を分解するため、分解に塩酸を用いる塩酸分解法が取られている。塩酸分解法による分解の際、発がん性物質と懸念されるクロロプロパノールなどの副生成物が少量生成される場合があるとの報告がある。食品添加物専門会議では安全性が発表されているが、沢木は健康を懸念する声もある」と指摘している[9]。
4. しかし、実際には酵母エキスに塩酸分解法が使われる事は少なく、酵素分解または熱水抽出によるエキス抽出法がほとんどである。そのため、塩酸分解法が一般的であるタンパク加水分解物よりも安全性は高いという声もある。

しかし、評論家の沢木が使用する『天然酵母』との表現に対してはパン業界では、「天然酵母」との言葉に対する統一的な定義は無く、現在の日本では野生酵母を使用して製作した物品に対して使用されている事が多い。また、酵母に天然を接頭語として使用する事で、
1. 『自然』『安全』『ヘルシー』の優良なイメージ付け
2. 工場由来の酵母が不健康との誤認を誘う表示

が行われているとして使用に関する問題提起がなされている。